# Olof Magnusson
Jan Olof Magnusson, född 17 oktober 1974, är en svensk före detta fotbollsspelare (försvarare).
Magnusson kom fram i IFK Göteborgs juniorlag och fick en plats i A-truppen 1993. Han hade dock svårt att ta en plats i det IFK som blev svenska mästare 1994, 1995 och 1996, och till säsongen 1999 gick han i stället till lokalkonkurrenten Gais i division I södra. Han var med och spelade upp Gais i Allsvenskan 2000, där klubben emellertid slutade näst sist och åkte ur. Efter att Gais 2001 även åkte ur Superettan slutade Magnusson med fotbollen.